# Jebel Marra
Het Marrah gebergte, Jebel Marra "slechte berg" in het Arabisch, is een vulkaanveld in het centrum van de regio Darfur in het westen van Soedan. Dit gebied is net als andere gebieden met vulkanen zeer vruchtbaar. Het hoogste punt is de Deriba met 3042 meter.